# جاد شويري
جاد شويري (13 مارس 1984 -) هو مغني وشاعر وملحن ومخرج ومنتج لبناني.

## حياته
تأثر في طفولته ومراهقته بالنجمة العالمية مادونا التي كانت إلهامه الحقيقي، وفي سن العاشرة، تركت عائلته لبنان بسبب الحرب. وبعد انتهائه تحصيله العملي في المدرسة ترك لبنان لمدة سنتين من أجل الدراسة في جامعة السوربون في باريس، حيث حصل على درجات عالية في الفنون التمثيلية في الدراسات السينمائية.
أثناء إقامته في فرنسا، كان نشيطا على خشبة المسرح، فشارك في فيلم كندي بعنوان (Trainée de Bruit) وأثناء عطلته الصيفية في بيروت عام 2001، اشترك في برنامج ستوديو الفن، وفاز بالجائزة الأولى كأفضل مخرج فيديو كليب لأغنية «يا مصطفى» التي تعد من أغاني الفلكلور الشعبي القديم حيث أعيد غنائها من جديد من قبل المغنية اللبنانية ريدا بطرس. في العام 2003، ظهر جاد على قنوات الموسيقى في أول أغنية له، «أقولك إيه» التي تضمنت كلمات عربية وإنجليزية وأثارت العيد من ردود الأفعال المتضاربة. وفي العام 2006، أصدر ألبومه الأول وكان بعنوان «المفتاح».
ساهم جاد شويري في شهرة العديد من الفنانات، كماريا التي قدمت أول أغنياتها إلعب عام 2004 وكانت من إخراجه. في العام 2006، أخرج فيديو كليب للفنانة جوانا ملاّح استحوذ على إعجاب النقاد. تعاون جاد مع مجموعة من الفنانين منهم ملك الناصر وإيوان في أغنية "ولا في الأحلام ونيكول سابا ونسرين جبران وعمرو مصطفى، ونوال الزغبي من خلال كليب "غريبة الدني" والذي جاء بمستوى مميز.

## أعماله
- أقولك إيه؟ 2004
- قولي إزاي 2004
- المزيكا 2004
- مين قلك؟ 2005
- بناديلك 2005
- وريني 2006
- مصرية 2007
- ولا أول ولا تاني 2009
- غالي2010
- كسرتلي السيارة 2011
- حبينا 2012
- مش عايز غيرك 2012
- عشها كده 2012
- إجازة مع بوسي 2015
- برا مع هند البحرينية 2017
- ماشي مع جمال ياسين 2020
- عيشها بمزاج مع حودة بندق وتيارا واهب 2022
- بمبي مع كارولينا كرم 2022
- دكتور في الحبوليد توفيق 2022
- موج مع محمد قماح 2022
- أنا بيروت مع تيارا واهب 2022
- الصيت مع سهيلة 2024
- الناس غدارة مع مصطفى حجاج 2024

## وصلات خارجية
- الموقع الرسمي
- نادي المعجبين الرسمي